# Soranos d'Éphèse
Soranos ou Soranus (en grec ancien : Σωρανός ὁ Ἑφέσιος) est un médecin gréco-romain du début du IIe siècle apr. J.-C., chef de file de la deuxième époque de l'école romaine méthodique, celle des « jeunes méthodistes ». Il est l'auteur d'un Traité sur les maladies des femmes considéré comme le texte majeur pour la connaissance de l'accouchement et de l'obstétrique antiques.
Reprise par des auteurs de l'antiquité tardive, son œuvre exerce une profonde influence au Moyen-Âge, en pays d'Islam comme en Chrétienté.

## Biographie

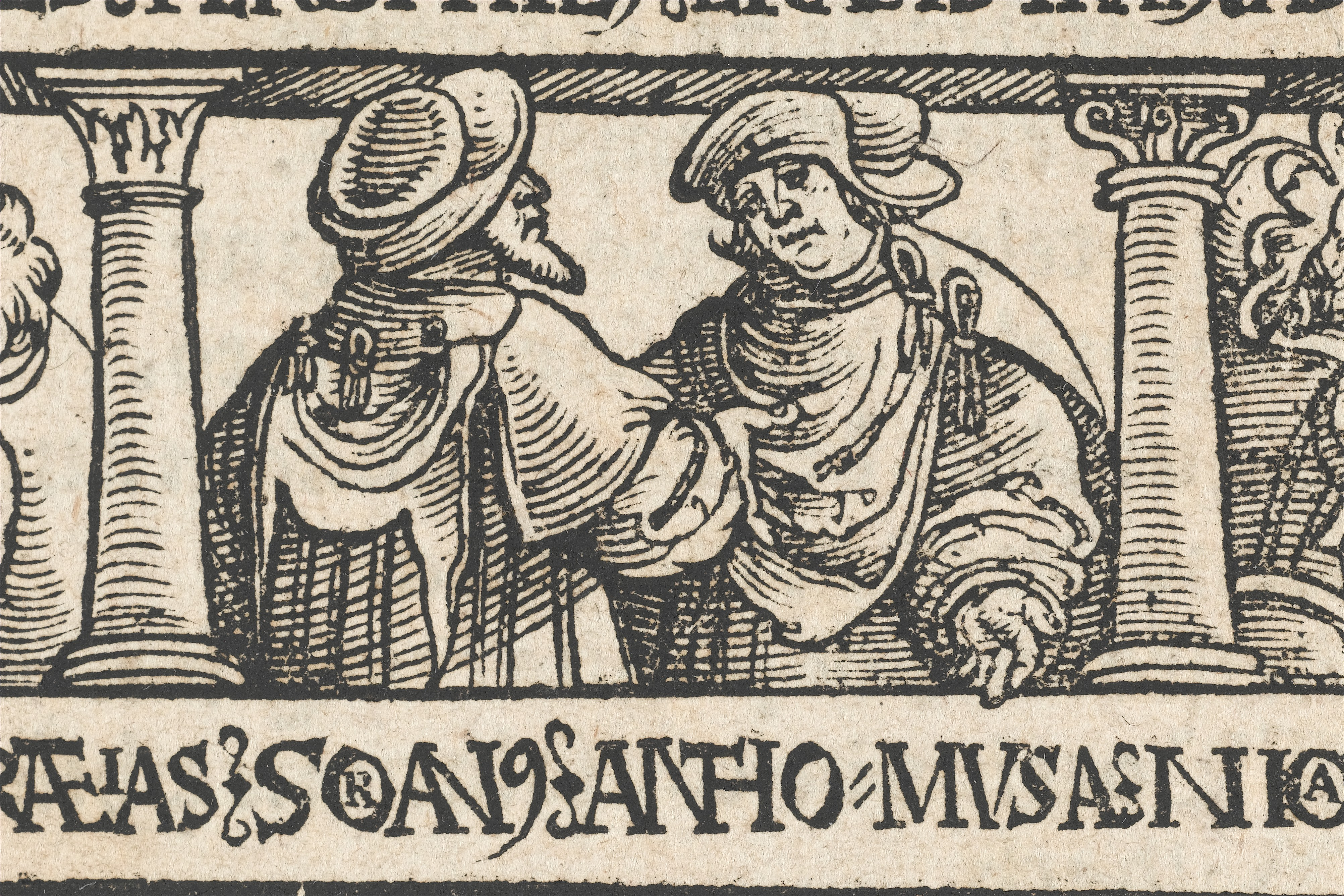
Soranos (à gauche) et Antonius Musa, détail d'une gravure sur bois (1532) représentant une galerie des médecins les plus savants.

Sa vie est mal connue. Selon la Souda, il est natif d’Éphèse et fait ses études à Alexandrie avant d’exercer à Rome sous les règnes de Trajan et Hadrien, c'est-à-dire dans le premier quart du IIe siècle.
Par quelques remarques dans ses textes, il semble bien connaître la ville de Rome : il attribue la fréquence des jambes arquées des enfants de Rome (ce qui serait une première mention de rachitisme)  à la marche précoce sur un sol pavé et très dur, à une eau trop froide, et à la négligence des mères romaines comparées aux mères grecques. Il connaît la Carie, l'Égypte, et la Crète.
Peu fiables sont les affirmations de Marcellus de Bordeaux, selon lesquelles Soranos serait venu en Gaule aquitaine pour lutter contre une maladie de peau contagieuse, ou aurait été conseiller en cosmétique de Cléopâtre.

## Textes
Soranos est l'auteur d'une trentaine d'ouvrages sur des sujets variés : philosophie, grammaire, étymologie, traités médicaux spécialisés en chirurgie, gynécologie-obstétrique, hygiène, etc… dont la liste a été dressée par le médecin érudit Franz Zacharias Ermerins (en) (1808-1871).
Tous ces traités sont perdus, à l'exception de quelques fragments (comme un chapitre sur les fractures) et de deux traités : 
- Traité sur les maladies aiguës et chroniques (Περὶ ὀξέων ϰαὶ χρονίων παθῶν)  qui se trouve dans le traité de Caelius Aurelianus de même titre qui le cite fréquemment. Les historiens sont partagés sur la part de traduction ou d'adaptation par Aurelianus, mais la plupart des chercheurs accordent « un certain degré d'indépendance intellectuelle » à celui-ci par rapport à Soranos[2].
- Traité sur les maladies des femmes (Τὰ Γυναικεῖα / Tà Gunaikeĩa), ou Gynaecia en latin, en quatre livres[6]. C'est à cet ouvrage que Soranos d'Éphèse doit sa renommée[2].

Il aurait aussi écrit des biographies de médecins, dont une Vie d'Hippocrate, première biographie du père de la médecine, mais la question de savoir si Soranos de Cos, auteur présumé, doit être identifié à Soranos d'Éphèse reste controversée.

### Maladies des femmes

#### Importance
L'œuvre gynécologique de Soranos a fait l'admiration de Saint Augustin qui le mentionne dans Contre Julien (livre V, 51) en le qualifiant de « Medicinae auctor nobilissimus ». Par l'intermédiaire d'auteurs tels que Muscio et Caelius Aurelianus (Ve et VIe siècles), son œuvre exerce une grande influence en médecine médiévale, en pays d'islam comme en Occident chrétien.

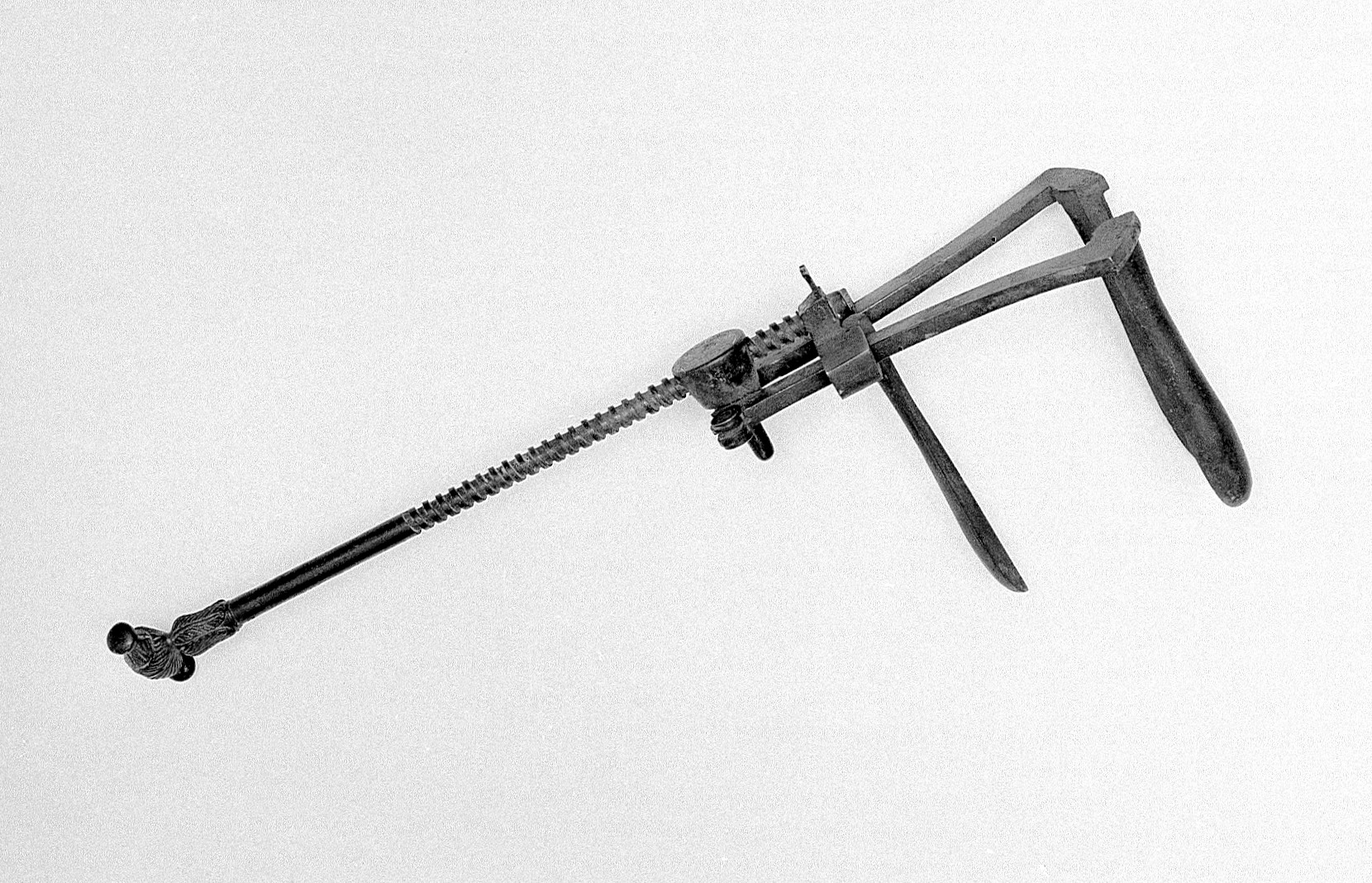
Spéculum vaginal trivalve en bronze de l'époque romaine (Wellcome Collection, Londres).

À la fin du XIXe siècle, il est considéré comme le plus grand gynécologue-accoucheur de l'Antiquité, et au cours du XXe siècle comme le véritable fondateur de la gynécologie et de l'obstétrique. À l'exception de courts traités du Corpus hippocratique et du traité de Métrodora, c'est le seul traité  de gynécologie de l'Antiquité classique qui soit parvenu à l'époque moderne. Les écrits les plus précis de l’Antiquité sur la grossesse, l’accouchement et l’allaitement se trouvent dans son Traité des maladies des femmes .

Selon Nutton :
Sans Soranos, nous ignorerions quasiment tout de l'accouchement et de l'obstétrique antiques, et nous serions obligés de nous en faire une image à partir de trouvailles éparses d'instruments, tels que des spéculums vaginaux, et des remarques sur l'avortement, l'éducation des enfants et les dangers qu'il y a à laisser un homme médecin côtoyer des membres féminins de la maisonnée.

#### Transmission
Un texte latin daté du VIe siècle, constituant un abrégé à l'usage des sages-femmes, était attribué à un certain Muscio ou Moschion. Ce texte intitulé De utero et pudenda muliebri est imprimé par Turnèbe en 1554.
Longtemps connu par la seule paraphrase latine de Caelius Aurelianus, le Traité sur les maladies des femmes est découvert en 1830 par Friedrich Reinhold Dietz (de) dans un manuscrit grec de la fin du XVe siècle à la Bibliothèque Royale de Paris (Ms. Gr. 2153) et un autre à la Bibliothèque du Vatican, qui contient également la version latine attribuée à Muscio. « Dietz fit éclater la vérité et rendit au médecin éphésien ce qui lui appartenait ».
D'autres auteurs antiques citent ou utilisent des passages de Soranus, parmi lesquels Oribase et Théodore Priscien aux IVe et Ve siècles.
Les éditions modernes des textes de Soranos sont celles de Dietz (1833), d'Ermerins (1869), de Lüneburg et Huber (traduction allemande en 1894), d'Herrgott (traduction française en 1895). À partir de 1927, les fragments et textes complets de Soranos sont publiés par Johannes Ilberg (de) dans le Corpus Medicorum Græcorum. Une traduction anglaise sous le titre Soranus' Gynecology est publiée par Owsei Temkin en 1956.
Maladies des femmes a été traduit en français, en quatre volumes, à partir de 1988, dans la collection Guillaume Budé (Les Belles Lettres) par Paul Burguière, Danielle Gourevitch  et Yves Malinas.

#### Présentation
Le traité de Soranos se présente en quatre livres organisés en deux paires distinctes. La première traite de la physiologie féminine naturelle, et des processus normaux de la conception, de la grossesse et de la naissance. La deuxième concerne les troubles et maladies à traiter par la diète ou le régime (livre III), par les médicaments ou la chirurgie (livre IV).
L'ouvrage débute par un portrait de la sage-femme idéale. Soranos établit une distinction entre une sage-femme suffisamment qualifiée dans sa pratique, et un médecin maîtrisant toute la théorie et les savoirs médico-chirurgicaux et pharmacologiques. Selon lui, la sage-femme doit rester sous la supervision du médecin en cas de complications. Elle doit savoir lire et écrire, être saine de corps (robuste, propre et nette) avec une vivacité d'esprit et des qualités morales d'honnêteté, de discrétion et de sobriété. Elle ne doit pas tisser la laine, car cela rend les mains rugueuses ; elle reste étrangère à la cupidité comme aux superstitions.

#### Anatomie
Dans l'ensemble, Soranos se montre bien informé sur l'anatomie féminine. Par exemple, dans le texte de Moschion qui reprend la description de Soranos, il appelle nymphè ce qui apparaît comme l'ensemble des petites lèvres et du clitoris appelé landica. Il précise que le clitoris ou landica est caché sous le voile des petites lèvres comme une jeune mariée, d'où le terme de nymphè. Du texte de Moschion, des historiens en déduisent aussi que Soranos connaissait l'hypertrophie et l'excision du clitoris ou clitoridectomie.
Si la plupart de ses observations sont d'une « surprenante exactitude », il commet aussi des erreurs « qui nous paraissent extraordinaires tant elles sont inattendues ». Il décrit ainsi le trajet d'un « canal séminal » imaginaire, destiné à évacuer une semence féminine à l'image de celui des hommes. Ce canal pénètre et entoure les ovaires jusqu'au col de la vessie ; selon Malinas, Soranos aurait mal interprété le ligament utéro-ovarien et sa proximité avec la portion terminale de l'urètre  féminin.
Il nie l'existence de l'hymen chez les vierges (entre autres arguments : il peut introduire une sonde et les vierges perdent leurs règles), comme s'il ne tenait pas compte de la souplesse et de la perforation de l'hymen. Selon Soranos, le vagin des vierges est plissé en accordéon, et le saignement de la défloration provient de son élongation lors de la pénétration. Cette négation de l'hymen a été l'occasion pour de nombreux commentateurs de faire « des remarques désobligeantes sur la vertu des jeunes Romaines de son époque ».

#### Physiologie

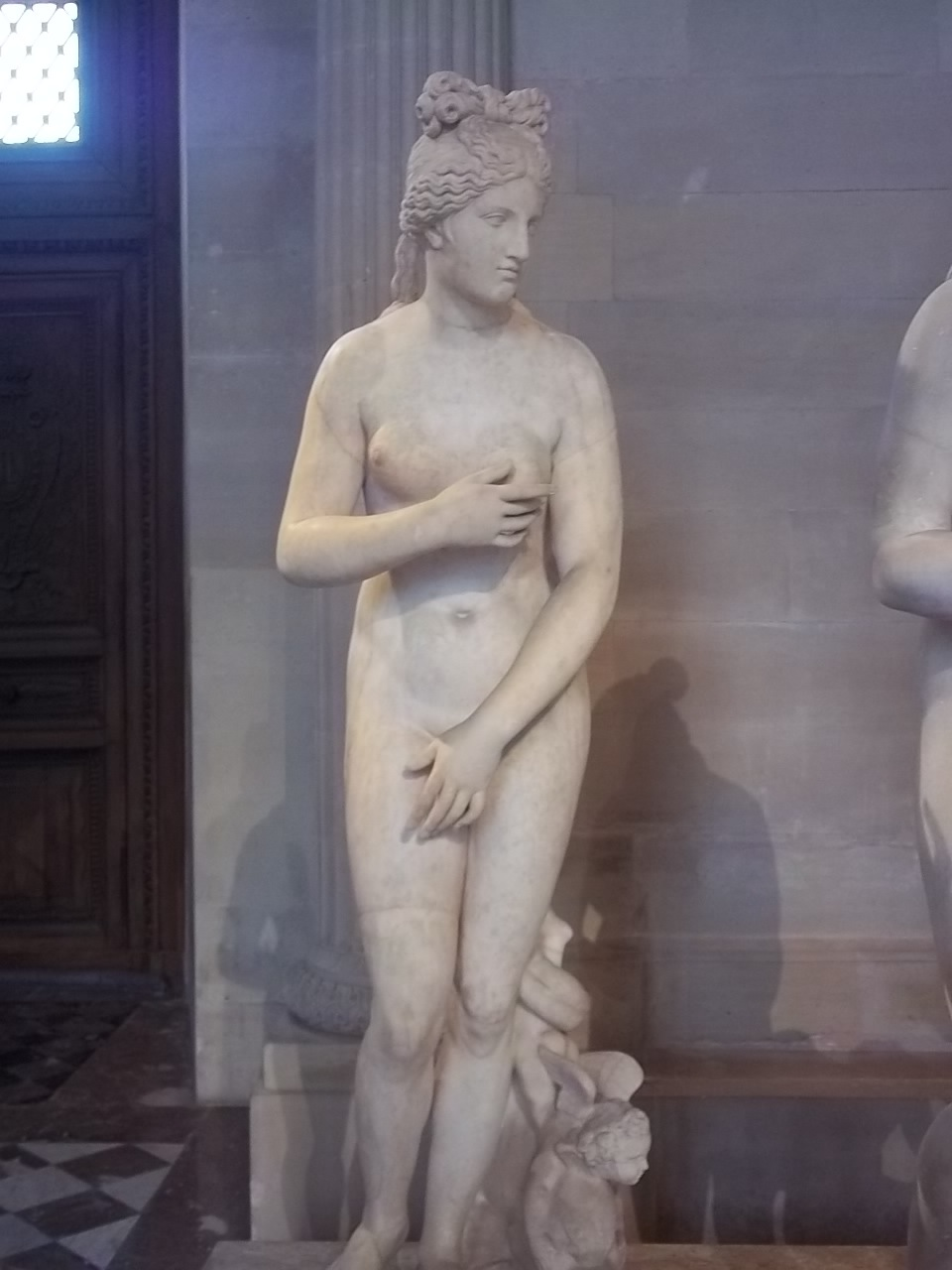
Aphrodite. Copie romaine du IIe siècle apr. J.-C. de l'original de Praxitèle, Musée du Louvre.

Soranos note une « sympathie » entre les seins et l'utérus, puisque les seins se développent en même temps que l'utérus augmente de volume. Il recommande que les filles restent vierges jusqu'à leurs premières menstruations, et il propose un « examen prénuptial » pour les jeunes filles à marier car, dit-il, « il est parfaitement absurde de s'inquiéter de la noblesse et de la richesse de ses ancêtres, et ne pas s'inquiéter de savoir si la femme peut concevoir ».
Il remarque que les femmes qui n'ont plus leurs règles, comme les filles prémenstruelles, peuvent être de santé robuste, ce qui lui donne à penser que la menstruation contribue plus à la procréation qu'à la santé générale du corps féminin. Ceci concorde avec l'idéal de la société gréco-romaine du temps de Soranos : la fonction principale d'une femme est d'avoir des enfants, et le devoir de son médecin est de l'aider.
Il considère que la menstruation n'est pas contre nature, qu'elle joue un rôle d'émonctoire et que le sang des règles n'est pas toxique. Il représente ici une « nouvelle physiologie » par rapport à l'ancienne, d'origine hippocratique. Cependant il croit à tort que le meilleur moment de concevoir se situe juste après la menstruation.
Si le sang des règles sert à évacuer les déchets, il contient aussi des « hulai » ou éléments nutritifs de réserve destinés à la croissance du fœtus. L'état de grossesse réalise un « déplacement de sang » qui se manifeste par une aménorrhée de grossesse et de lactation.

#### Pathologie
Soranos est avant tout un clinicien qui utilise la palpation et la percussion de l'abdomen, le toucher vaginal et le toucher rectal, le spéculum vaginal pour parvenir à des diagnostics relativement précis.
Il distingue différents types d'aménorrhée. Il décrit les prolapsus utérins, le fibrome de l'utérus, les érosions du col utérin, et les métrites chroniques.
Il précise plusieurs entités pathologiques de l'antiquité comme le « satyriasis », un désir constant de relations sexuelles avec d'autres symptômes qui sont considérés au début du XXIe siècle comme relevant soit de la vulvodynie, soit du syndrome d'excitation génitale persistante (SEGP)[réf. souhaitée] ; ou la « suffocation hystérique » définie comme un arrêt respiratoire avec incapacité de parler allant jusqu'au collapsus, semblable à l'épilepsie ou à l'apoplexie, et qui survient le plus souvent après de fausses couches ou au cours d'un long veuvage.

##### Obstétrique
Il distingue plusieurs états pathologiques survenant au cours de la grossesse comme la « kissa », un ensemble de troubles digestifs et de désordres alimentaires (ptyalisme, vomissement gravidique, pica...) ; le gonflement (œdème) des chevilles ; les avortements spontanés.

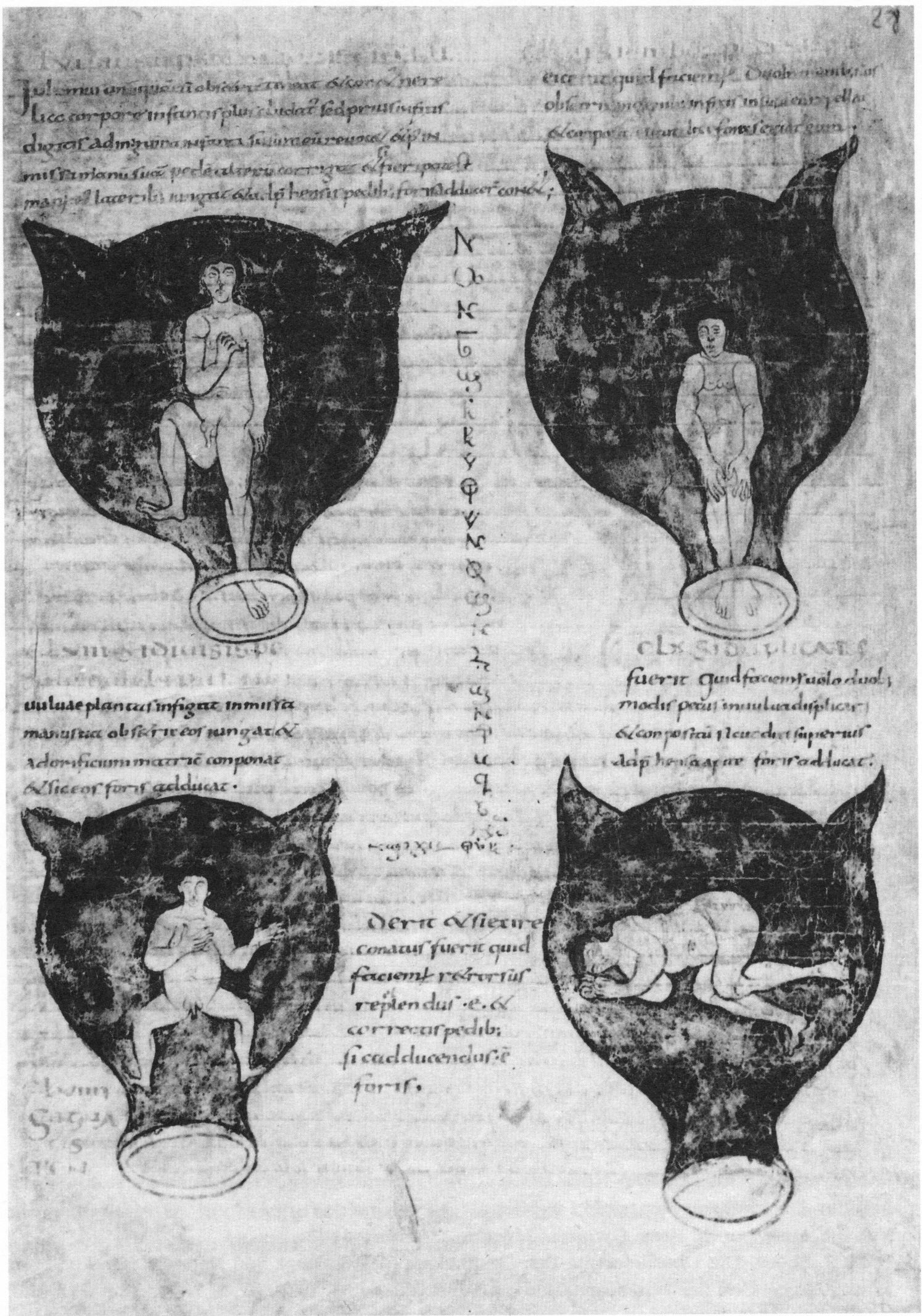
Manuscrit du IX, probablement basé sur les dessins de Soranos d'Éphèse.

Les accouchements pathologiques qu'il appelle dystocies sont distingués selon leur cause : primipares très jeunes ou trop âgées, étroitesse de hanches ou anomalie des parties génitales chez la femme enceinte, col de l'utérus trop épais, mort fœtale ou malposition du fœtus vivant.
Il conseille l'usage de la chaise obstétricale. Il recommande le cathétérisme de la vessie avant l'accouchement, la rupture des membranes si nécessaire.
Il démontre que le fœtus est propulsé, non pas par ses efforts propres, mais par des contractions de l'utérus. Il invente la version podalique par manœuvre interne qui consiste à saisir et tourner l'enfant par les pieds en cas de présentation transverse au détroit supérieur. Il innove en ce sens que seul l'accouchement en présentation céphalique était considéré comme faisable du temps d'Hippocrate.
Il conseille de pratiquer en douceur en utilisant de l'huile d'olive comme lubrifiant. Il insiste sur le danger des tractions brutales ou bâclée sur le fœtus vivant qui entrainent de graves blessures parfois mortelles pour l'enfant et la mère.
En cas de mort fœtale, il recourt aux crochets ou à l'embryotomie pour extraire l'enfant.

##### Allaitement et pédiatrie
Tout comme Galien, Soranos déconseille les rapports sexuels pendant l'allaitement, estimant qu'ils corrompent le lait, voire qu'ils le tarissent. Il déconseille l'emploi d'une nourrice portée sur la boisson. Les meilleures nourrices sont celles qui ont eu plusieurs enfants et qui les comprennent, elles sont âgées entre 20 et 40 ans, il faut les choisir selon la qualité de leurs seins et de leur lait.

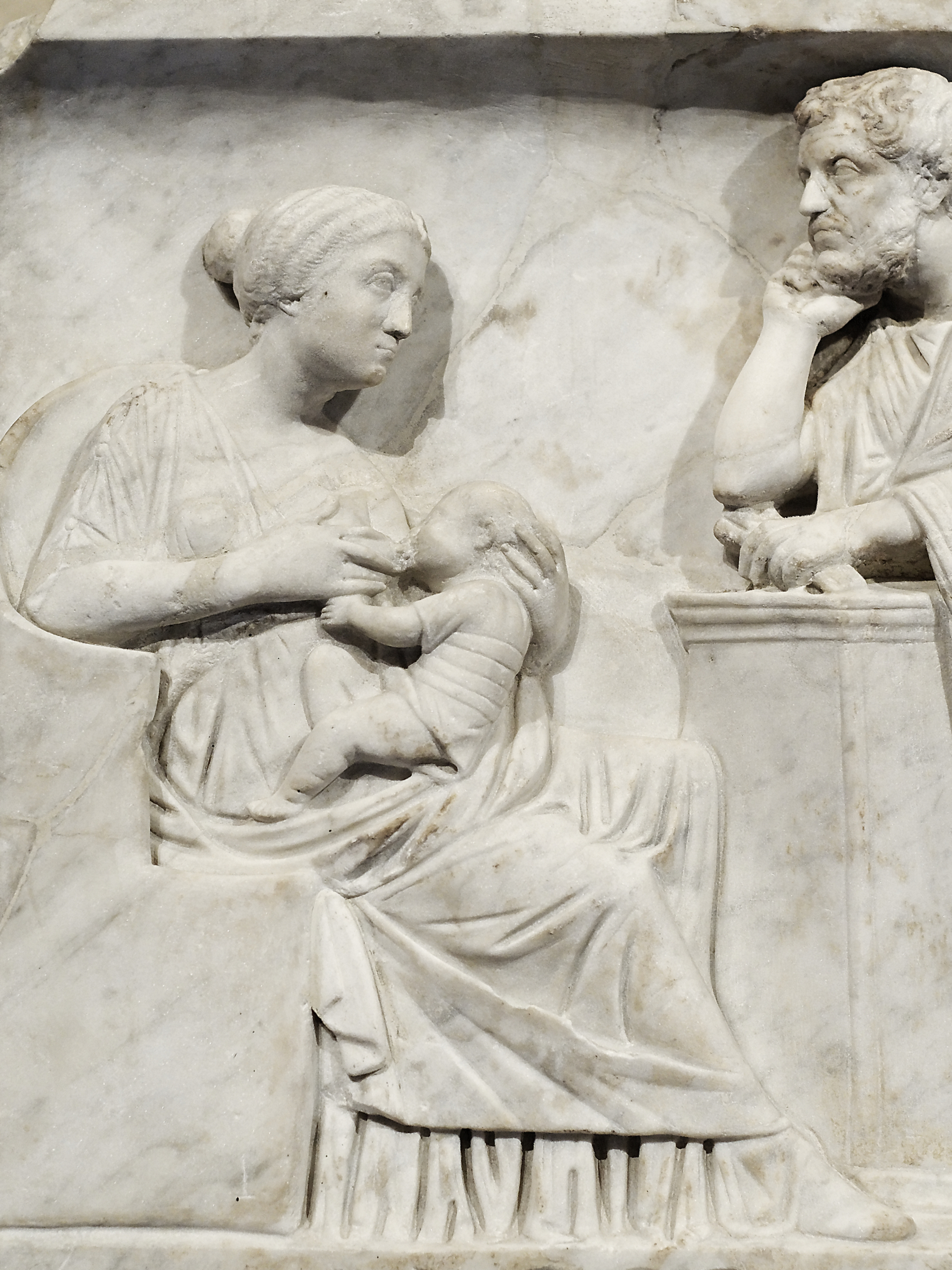
Mère allaitant son bébé en présence du père. Sarcophage romain vers 150 apr. J.-C., Musée du Louvre.

Il définit la puériculture dans le passage suivant, :
La science de la puériculture est vaste et se décompose en plusieurs parties. On y recherche quels sont ceux des nouveau-nés qui valent la peine qu'on les élève, comment il faut couper le cordon ombilical, emmailloter et langer celui qu'on veut élever, de quelle manière le baigner et comment le coucher, quel genre de nourriture choisir, quel est le meilleur lait, ce qu'il faut faire si le lait tarit, quand et comment sevrer les nourrissons ; on y traite de la dentition et des accidents de santé qui se présentent chez les jeunes enfants.
Soranos ne précise pas le sort réservé aux nouveau-nés qui n'en valent pas la peine (malformés, trop fragiles ou indésirables), mais on sait que selon les époques les hermaphrodites étaient noyés à Rome, et que l'infanticide à la naissance (ou exposition des nouveau-nés) ne sera puni par la loi qu'à partir du IVe siècle ap. J.C.
Les critères médicaux présentés par Soranos pour distinguer ces nouveau-nés ont été rapprochés du score d'Apgar, une évaluation de l'état de santé à la naissance, établi dans les années 1950 et toujours utilisé au début du XXIe siècle, mais dans un contexte différent (non pas pour éliminer mais pour une éventuelle réanimation néonatale),.
Les principaux problèmes du nourrisson traités par Soranos sont : la poussée dentaire, l'inflammation des amygdales, les inflammations cutanées comme l'impétigo qu'il appelle « gourme », les diarrhées et le fait que de nombreuses fièvres infantiles se manifestent sous la forme de méningites.

#### Contraception et avortement
Soranos distingue « l'efflux » qui est une expulsion des semences un à trois jours après le coït ; la « susception » qui est le déplacement du sperme dans l'utérus ; la « conception » qui est la rétention et la fixation de l'embryon. La contraception « atokion » est un remède qui empêche la conception, tandis que l'avortement « phtorion » désigne un remède qui tue le fœtus. Le terme « ekbolion » désigne un procédé d'expulsion soit de semence, soit de l'embryon (alors synonyme d'avortement).
Cependant ces définitions anciennes ne correspondent pas exactement aux définitions basées sur une physiologie moderne. Par exemple tout agent qui provoque ou rétablit une menstruation est vu à la fois comme contraceptif et abortif (et ce jusqu'au XIXe siècle). Dans l'antiquité gréco-romaine, avant qu'une grossesse soit visible par tous, c'était un lieu commun de penser qu'une femme devait savoir si elle était ou non enceinte par le retour ou pas de ses règles.

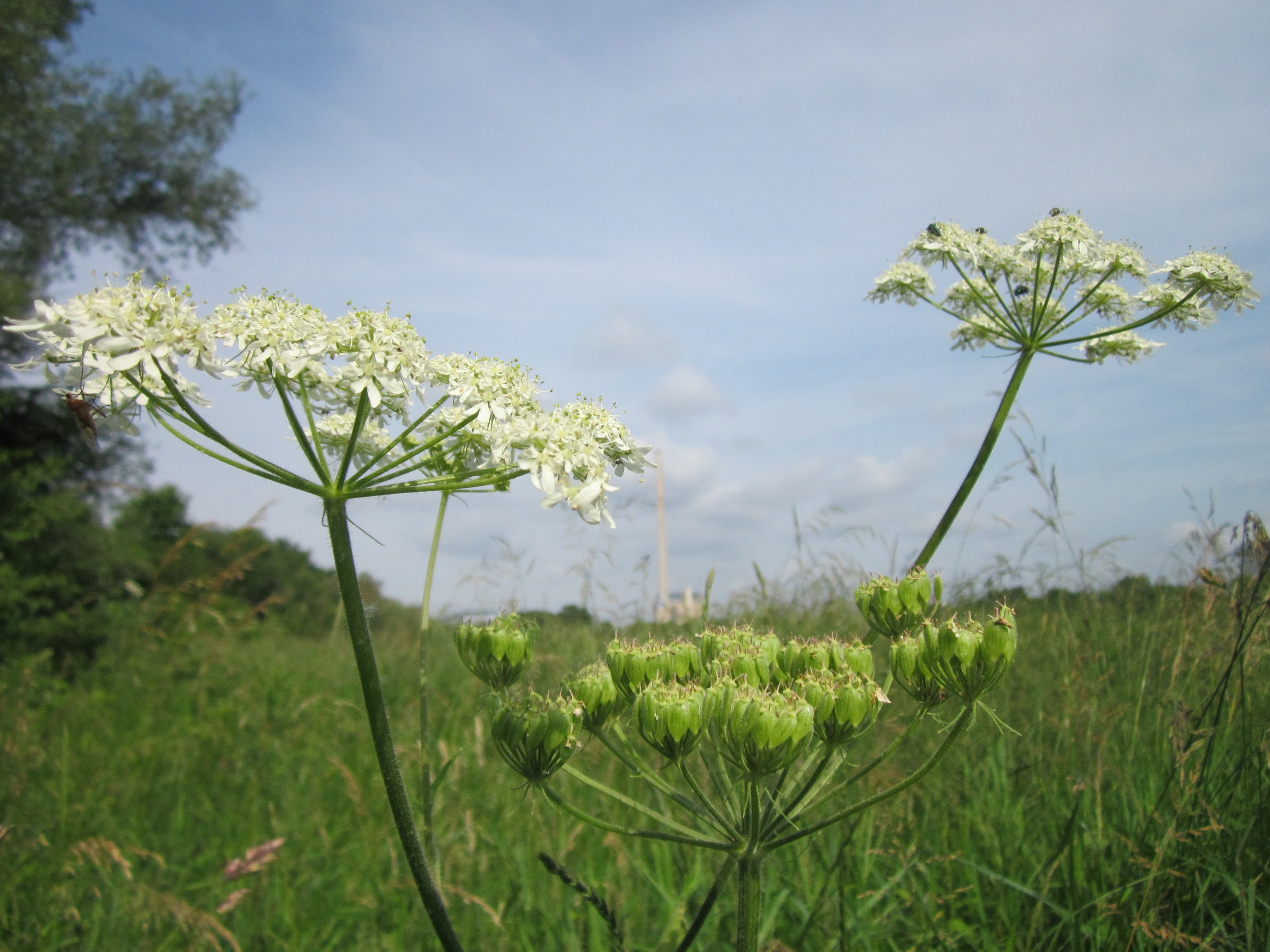
Grande berce (Heracleum sphondylium). Une recette contraceptive orale de Soranos : des graines de grande berce et de roquette (Eruca sativa) à prendre dans de l'oxymel (mélange de vinaigre et de miel).

Soranos approuve le rejet des médicaments abortifs par Hippocrate, mais il nuance en admettant d'interrompre une grossesse trop dangereuse pour la mère, mais en préférant toujours la contraception à un avortement.
Il conseille à la femme de s'enduire le col avant le coït de produits tels que huile, miel, gomme de cèdre, céruse... pour bloquer la semence ; de pratiquer le coït interrompu en « glissant en arrière » suivi de douche vaginale et bains de siège.
Il propose quatre recettes contraceptives à prendre par voie orale à base de plantes :  celle de grenade et de férule, d'opopanax et de rue, de grande giroflée et de myrte, de roquette et de grande berce. Il précise que ces produits n'empêchent pas seulement la conception, mais qu'ils peuvent aussi provoquer un avortement dangereux pour la femme. Ils peuvent être utilisés sous forme de « suppositoires » ou pessaires vaginaux.
Pour un avortement précoce, il recommande la marche énergique et prolongée, les secousses en voiture, le saut et le port de charge lourde ; un jeûne relatif et des bains. Sinon, il propose la saignée au troisième mois, avec des pessaires abortifs à base de plantes telles que myrte, giroflée, lupin (Lupines pilosus) ou laurier (Laurus nobilis). Il déconseille l'utilisation d'instrument pointu. Contrairement à Dioscoride, Soranos évite de mentionner les plantes abortives les plus dangereuses.

### Maladies aiguës et chroniques
Dans cet ouvrage perdu en grec, mais traduit ou adapté en latin par Caelius Aurelianus, Soranos étudie une cinquantaine de maladies. Il est l'un des premiers à distinguer des maladies chroniques. Les textes hippocratiques s'intéressaient surtout aux maladies aiguës caractérisées par un accès critique (crisis) qui se terminent plus ou moins vite, par la guérison ou la mort. Soranos appelle maladies chroniques celles de plus longue durée, entrecoupées de périodes actives et de période de rémission. La qualité d'un médecin réside dans sa capacité à gérer ces maladies, tâche la plus difficile car il lui faut pallier les poussées de la maladie, sans pouvoir en contrôler le cours.
Pour chaque maladie présentée, Soranos suit un même plan : le nom de la maladie et son étymologie, ses caractéristiques apparentes (symptômes), les facteurs prédisposants, le pronostic, le diagnostic différentiel, le type pathologique (état resserré ou relâché), le traitement avec discussion critique des auteurs qui l'ont précédé.
Il étudie ainsi des maladies telles que l'apoplexie, la léthargie, l'épilepsie, l'hystérie, la phtisie, l'obstruction intestinale, la jaunisse, la lèpre… Il met en garde contre des opérations dangereuses, alors qu'il existe d'autres méthodes possibles. Par exemple, il rejette la laryngotomie (ouverture du larynx) dans l'angine purulente, l'exposition du foie pour application directe de remèdes, la trépanation ou la castration dans l'épilepsie. En revanche, il estime que la chirurgie peut être nécessaire dans certains cas d'abcès internes, de calculs de vessie, ou de lésions gynécologiques,.
Il propose des conseils prudents sur des états chroniques comme la paralysie des jambes : physiothérapie, jets d'eau puissants, natation sur vessie gonflée pour assurer la flottaison. En d'autres occasions, il propose régimes, exercices physiques, bains, massages, onguents... et des médications purgatives, émétiques ou sternutatoires variant en fonction de l'évolution de la maladie.
Dans les maladies mentales, il combine le pragmatisme avec des préoccupations humaines. Il ne faut pas s'opposer aux délires d'un fou, dénier toute réalité à ses perceptions, mais l'amener progressivement à accepter la réalité. Le théâtre peut être thérapeutique : la comédie est utile pour le déprimé, et la tragédie pour l'irréfléchi.
Tout ce qui peut nuire au patient doit être évité à tout prix. Le médecin doit rester présent lors de la convalescence, et abandonner par exemple celui qui souffre de lèpre « elephantiasis graecorum » est contraire au principe d'humanité de la médecine.

## Doctrine et jugements

### Philosophie et médecine
Selon son traducteur Caelius Aurelianus (qui vécut trois siècles plus tard), Soranos était le « prince des méthodiques ». Le « méthodisme » est un courant médical, apparu au Ier siècle av. J.-C. selon lequel le corps fonctionne par  un ensemble de canaux ou pores  où circulent des particules vitales. La maladie réalise un état excessif de ces pores (état trop resserré ou trop relâché). Le diagnostic repose sur l'observation raisonnée des symptômes formant des « communautés apparentes » qui sont en elles-mêmes des indications de traitement, selon l'adage « les communautés apparentes indiquent le traitement, comme la soif indique la boisson ».
Soranos est considéré comme le plus grand  représentant du « jeune méthodisme » par opposition au « premier méthodisme » ou méthodisme ancien (dont tous les écrits sont perdus) et que l'on ne connait que par les vives critiques de Galien. Le jeune « méthodisme » se caractérise par des auteurs plus indépendants du point de vue doctrinal, et dont les pratiques sont plus nuancées et moins simplistes que la représentation qui en a été faite par Galien.

Selon Nutton :
Les thérapies de Soranos et la manière dont il applique ses théories méthodiques à ses patients ont impressionné de nombreux auteurs médicaux au cours des siècles. Son conservatisme prudent et humain, un conservatisme qui n'exclut pas des mesures drastiques quand elles sont nécessaires, vient contredire l'image que ses adversaires donnent du méthodisme.
Les historiens sont en désaccord sur les bases philosophiques du méthodisme de Soranos. Plusieurs auteurs, s'appuyant notamment sur le témoignage de Sextus Empiricus, considèrent que Soranos est influencé par le scepticisme.

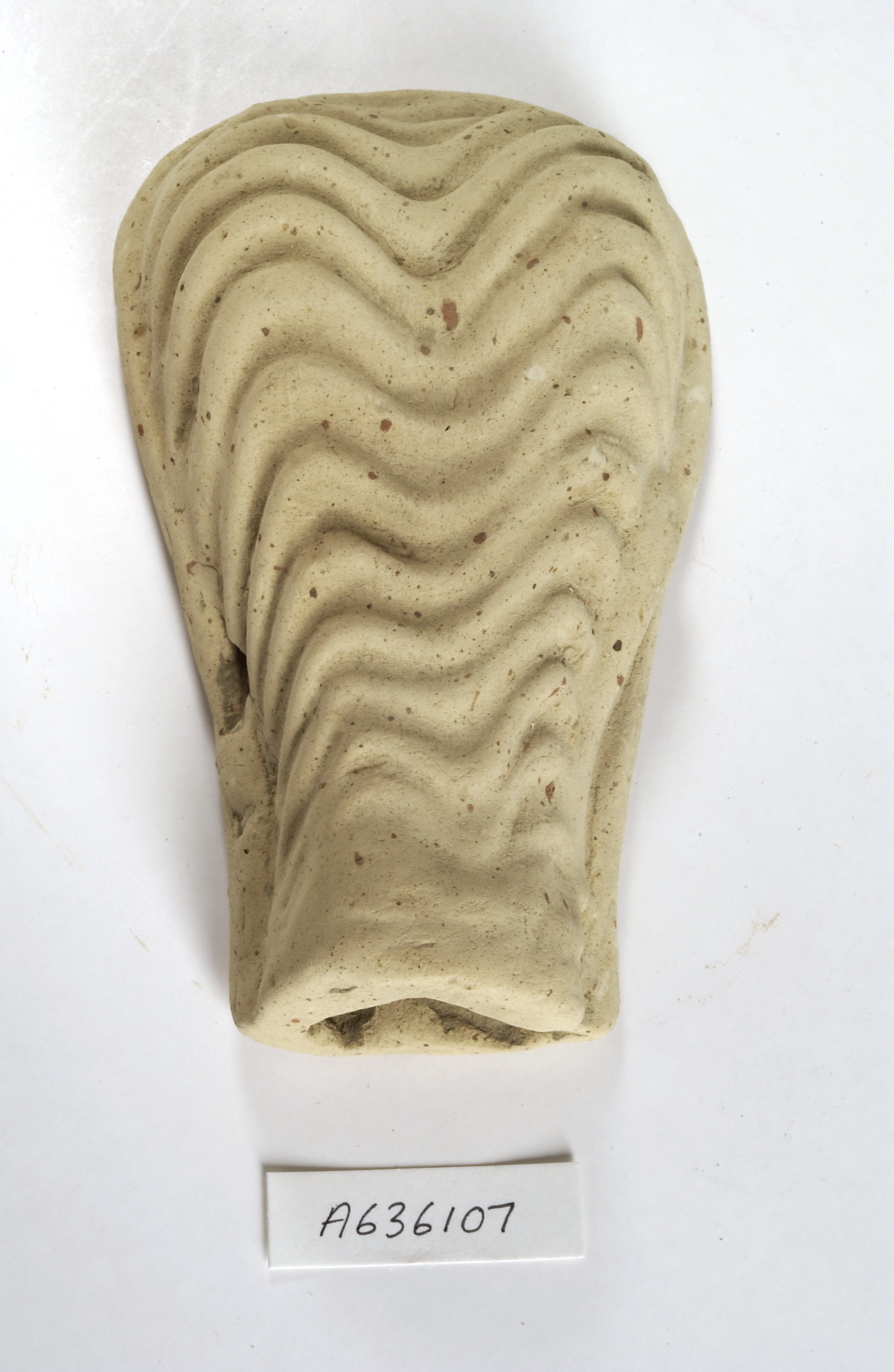
Utérus en terre cuite, ex-voto romain entre le et le (Wellcome Collection).

Par exemple, de nombreuses croyances populaires ou folkloriques sont mentionnées et refusées par Soranos, telles que la sage-femme ne doit pas se fier à ses rêves (oniromancie) ;  le meilleur instrument pour sectionner le cordon ombilical est le scalpel métallique et pas la croûte de pain, le roseau épointé, ou le tesson de poterie ; le bain froid pour déterminer la force du nouveau-né est néfaste, car les plus faibles auraient survécu s'ils avaient été bien soignés, et le fait que le plus fort survive ne signifie pas qu'il n'en a pas souffert ; l'utérus n'est pas un animal attiré ou repoussé par de bonnes ou mauvaises odeurs.
Dans d'autres cas, Soranos énumère des croyances qui se contredisent ou qui se réfutent par « évidence manifeste du contraire » comme l'influence du cycle lunaire sur les menstruations, ou de la croissance lunaire comme favorisant la conception. Il n'hésite pas à se démarquer de grands auteurs comme Hippocrate, Platon ou Aristote quand cela ne concorde pas avec ce qu'il a personnellement observé.
Selon Lloyd, Soranos est surtout un pragmatique qui évite le plus souvent les « spéculations sauvages ». C'est un réaliste, mais qui est plus original dans ses critiques des idées reçues que dans ses propres pratiques et explications.
Il est aussi ambivalent ou contradictoire, notamment sur l'utilité de l'anatomie. Il peut mentionner des pratiques symboliques sans prendre parti s'il estime qu'elles ne sont pas nuisibles. Par exemple, il rapporte que le tyran de Chypre, qui avait un pied-bot mais voulait des enfants bien formés, obligeait sa femme à regarder de belles statues pendant le coït (anecdote reprise par Saint Augustin). Il peut accepter la magie comme utile, si c'est pour encourager le patient, comme l'amulette portée par l'accouchée.
De même, le choix de plantes contraceptives ou abortives paraît être celui de pratiques populaires que Soranos entérine par son expérience personnelle. Aussi des historiens discutent des rapports entre le méthodisme de Soranos et l'empirisme.
Le problème général posé est celui d'une médecine comme pratique appliquée d'une philosophie à l'époque hellénistique. Soranos serait un éclectique transcendant les problèmes d'écoles, il témoignerait alors, depuis Hippocrate, d'une autonomie des savoirs médicaux par rapport aux savoirs philosophiques, ou de « l'autonomie de la médecine comme sphère de vie ». Le médecin place ses pratiques et le bien du malade au-dessus de ses conceptions théoriques personnelles.

### La question des sages-femmes
Les inscriptions de l'Antiquité désignent de nombreuses femmes sous les termes d'obstetrix et de médica, dont le sens exact est mal connu.

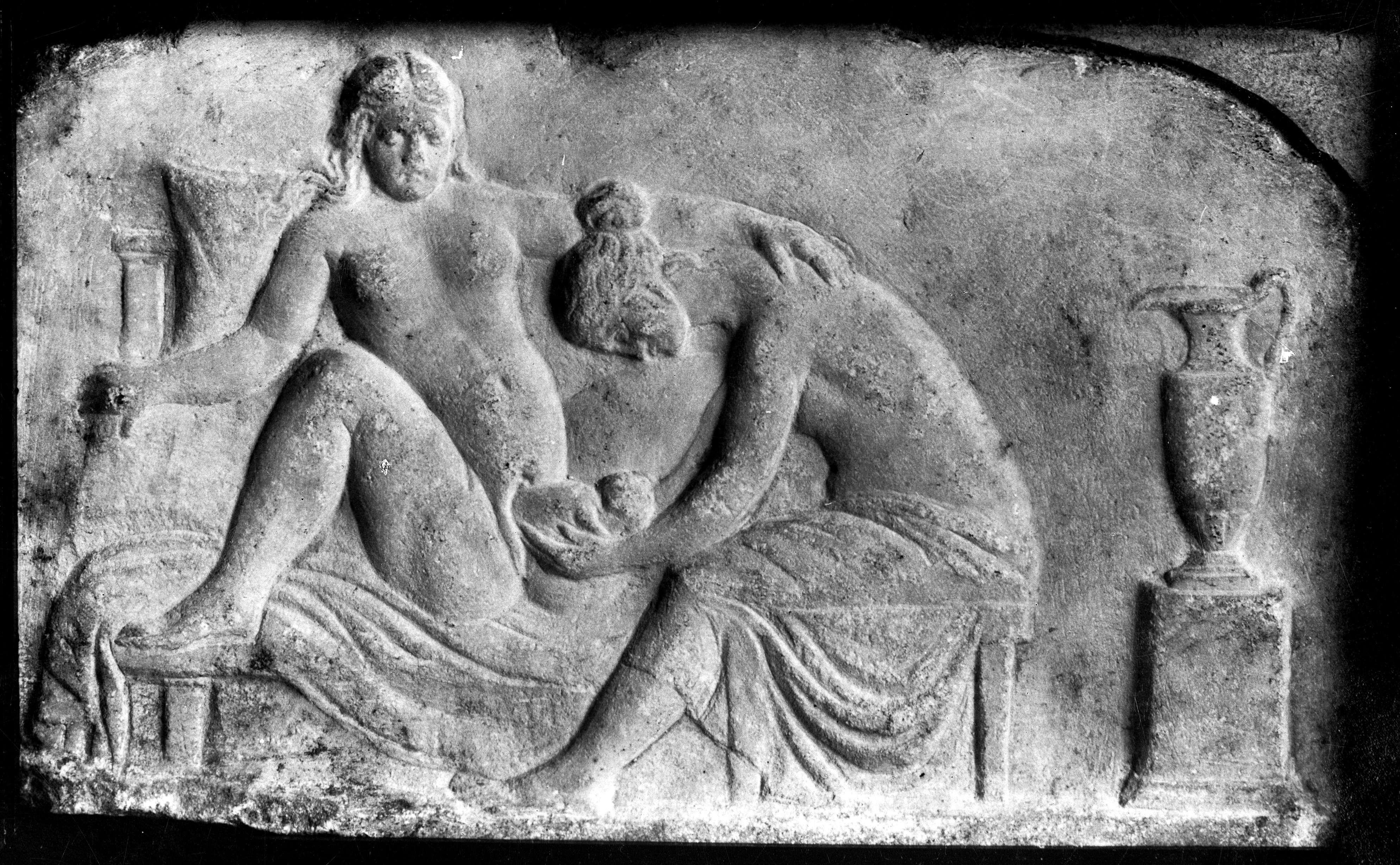
Bas-relief romain montrant un accouchement par la voie naturelle.

Les textes écrits rapportent que les soignantes pouvaient aller de la sage-femme/serveuse de taverne, une rustre illettrée, jusqu'à la femme noble experte de la plus haute éducation. Il n'y avait pas de division simpliste : les obstetrices ne se limitaient pas toutes à la grossesse et à l'accouchement, et les femmes medica aux maladies des femmes et des enfants. Ce qui est avéré sous l'antiquité, c'est que le corps féminin était jugé comme « une version inférieure » du corps masculin, et que les femmes soignantes, pourtant nombreuses, n'ont guère laissé de traces écrites de leurs savoirs.
Pour Soranos, la sage-femme idéale est celle qui ressemble le plus à un médecin homme, et il écrit son traité, non seulement pour aider le pater familias à choisir la meilleure sage-femme, mais aussi pour partager son savoir avec celles qu'il tient en estime.
Selon Monica Green (en), « l'appropriation masculine » de la gynécologie survient à la fin du Moyen-Âge et au début de la Renaissance avec l'exclusion des femmes (la médecine comme profession masculine d'origine universitaire) et la marginalisation de leurs savoirs (relégués à la sphère domestique, non représentés dans les savoirs d'autorité), « les femmes ne restant jamais complètement passives face à la domination masculine ».